# Filipiny na Letnich Igrzyskach Olimpijskich 2008
Filipiny na Letnich Igrzyskach Olimpijskich 2008 reprezentowało 15 zawodników - 10 mężczyzn i 5 kobiet.

## Skład kadry

### Boks
| Zawodnik      | Konkurencja               | 1/32               | 1/16                  | Ćwierćfinał           | Półfinał              | Finał                 |
| Zawodnik      | Konkurencja               | Przeciwnik Wynik   | Przeciwnik Wynik      | Przeciwnik Wynik      | Przeciwnik Wynik      | Przeciwnik Wynik      |
| ------------- | ------------------------- | ------------------ | --------------------- | --------------------- | --------------------- | --------------------- |
| Harry Tañamor | waga papierowa (do 48 kg) | Manyo Plange L 3-6 | → Nie awansował dalej | → Nie awansował dalej | → Nie awansował dalej | → Nie awansował dalej |

### Lekkoatletyka
| Zawodnik          | Konkurencja         | Kwal. | Kwal. | Ćwierćfinał | Ćwierćfinał | Półfinał | Półfinał | Finał                  | Finał                  |
| Zawodnik          | Konkurencja         | Wynik | Poz.  | Wynik       | Poz.        | Wynik    | Poz.     | Wynik                  | Poz.                   |
| ----------------- | ------------------- | ----- | ----- | ----------- | ----------- | -------- | -------- | ---------------------- | ---------------------- |
| Henry Dagmil      | skok w dal mężczyzn | 7.58  | 34    |             |             |          |          | → Nie awansował dalej  | → Nie awansował dalej  |
| Marestella Torres | skok w dal kobiet   | 6.17  | 35    |             |             |          |          | → Nie awansowała dalej | → Nie awansowała dalej |

### Łucznictwo
| Zawodnik    | Konkurencja             | 1/64                         | 1/32                  | 1/16                  | Ćwierćfinał           | Półfinał              | Finał                 | Finał                 |
| Zawodnik    | Konkurencja             | Przeciwnik Wynik             | Przeciwnik Wynik      | Przeciwnik Wynik      | Przeciwnik Wynik      | Przeciwnik Wynik      | Przeciwnik Wynik      | Miejsce               |
| ----------- | ----------------------- | ---------------------------- | --------------------- | --------------------- | --------------------- | --------------------- | --------------------- | --------------------- |
| Mark Javier | indywidualnie mężczyźni | Kuo Cheng Wei (29) L 102-106 | → Nie awansował dalej | → Nie awansował dalej | → Nie awansował dalej | → Nie awansował dalej | → Nie awansował dalej | → Nie awansował dalej |

### Pływanie
| Zawodnik           | Konkurencje                      | Kwal.      | Kwal. | Półfinał               | Półfinał               | Finał                  | Finał                  |
| Zawodnik           | Konkurencje                      | Wynik      | Poz.  | Wynik                  | Poz.                   | Wynik                  | Poz.                   |
| ------------------ | -------------------------------- | ---------- | ----- | ---------------------- | ---------------------- | ---------------------- | ---------------------- |
| Daniel Coakley     | 50 m stylem dowolnym mężczyzn    | 22.69      | 39    | → Nie awansował dalej  | → Nie awansował dalej  | → Nie awansował dalej  | → Nie awansował dalej  |
| Ryan Paolo Arabejo | 1500 m stylem dowolnym mężczyzn  | 15:42.27   | 32    | N/A                    | N/A                    | → Nie awansował dalej  | → Nie awansował dalej  |
| Miguel Molina      | 200 m stylem klasycznym mężczyzn | 2:16.94    | 47    | → Nie awansował dalej  | → Nie awansował dalej  | → Nie awansował dalej  | → Nie awansował dalej  |
| Miguel Molina      | 200 m stylem zmiennym mężczyzn   | 2:01.61    | 27    | → Nie awansował dalej  | → Nie awansował dalej  | → Nie awansował dalej  | → Nie awansował dalej  |
| James Walsh        | 200 m stylem motylkowym mężczyzn | 1:59.39 NR | 29    | → Nie awansował dalej  | → Nie awansował dalej  | → Nie awansował dalej  | → Nie awansował dalej  |
| Christel Simms     | 50 m stylem dowolnym kobiet      | 26.64      | 47    | → Nie awansowała dalej | → Nie awansowała dalej | → Nie awansowała dalej | → Nie awansowała dalej |
| Christel Simms     | 100 m stylem dowolnym kobiet     | 56.67      | 41    | → Nie awansowała dalej | → Nie awansowała dalej | → Nie awansowała dalej | → Nie awansowała dalej |

### Podnoszenie ciężarów
| Zawodnik     | Konkurencja   | Rwanie | Rwanie | Podrzut | Podrzut | Łącznie | Poz. |
| Zawodnik     | Konkurencja   | Wynik  | Poz.   | Wynik   | Poz.    | Łącznie | Poz. |
| ------------ | ------------- | ------ | ------ | ------- | ------- | ------- | ---- |
| Hidilyn Diaz | -58 kg kobiet | 85 kg  | 11     | 107 kg  | 11      | 192 kg  | 11   |

### Skoki do wody
| Zawodnik           | Konkurencja                         | Eliminacje | Eliminacje | Półfinał               | Półfinał               | Półfinał               | Półfinał               | Finał                  | Finał                  | Finał                  | Finał                  |
| Zawodnik           | Konkurencja                         | Punkty     | Poz.       | Punkty                 | Poz.                   | Suma pkt.              | Poz.                   | Punkty                 | Poz.                   | Suma pkt.              | Poz.                   |
| ------------------ | ----------------------------------- | ---------- | ---------- | ---------------------- | ---------------------- | ---------------------- | ---------------------- | ---------------------- | ---------------------- | ---------------------- | ---------------------- |
| Rexel Ryan Fabriga | wieża 10 m indywidualnie mężczyzn   | 358.85     | 28         | → Nie awansował dalej  | → Nie awansował dalej  | → Nie awansował dalej  | → Nie awansował dalej  | → Nie awansował dalej  | → Nie awansował dalej  | → Nie awansował dalej  | → Nie awansował dalej  |
| Sheila Mae Perez   | trampolina 3 m indywidualnie kobiet | 251.15     | 23         | → Nie awansowała dalej | → Nie awansowała dalej | → Nie awansowała dalej | → Nie awansowała dalej | → Nie awansowała dalej | → Nie awansowała dalej | → Nie awansowała dalej | → Nie awansowała dalej |

### Strzelectwo
| Eric Ang | Trap mężczyzn | 106 | 35 | → Nie awansował dalej | → Nie awansował dalej | → Nie awansował dalej | → Nie awansował dalej |

### Taekwondo
| Zawodnik               | Konkurencja     | 1/16               | Ćwierćfinał            | Półfinał               | Ćwierćfinał repasaż    | Półfinał repasaż       | Finał                  |
| Zawodnik               | Konkurencja     | Przeciwnik Wynik   | Przeciwnik Wynik       | Przeciwnik Wynik       | Przeciwnik Wynik       | Przeciwnik Wynik       | Przeciwnik Wynik       |
| ---------------------- | --------------- | ------------------ | ---------------------- | ---------------------- | ---------------------- | ---------------------- | ---------------------- |
| Tshomlee Go            | -58 kg mężczyzn | Ryan Carneli L 0-1 | → Nie awansował dalej  | → Nie awansował dalej  | → Nie awansował dalej  | → Nie awansował dalej  | → Nie awansował dalej  |
| Mary Antoinette Rivero | -67 kg kobiet   | Sandra Šarić L 1-4 | → Nie awansowała dalej | → Nie awansowała dalej | → Nie awansowała dalej | → Nie awansowała dalej | → Nie awansowała dalej |